# 萧扬 (1915年)
萧扬（1915年—1944年6月20日），原名杨树义，乳名百当，字务滋，笔名刁雁，山西省虞乡县（今属永济市）虞乡镇陶家窑村人。中国共产党高级干部。

## 生平
1936年2月经何锡麟介绍加入中国共产党。1943年任晋绥分局秘书长、宣传部副部长、宣传部部长。1944年肺病严重，调任晋绥分局党校副校长。1944年6月20日在陕西省神木县贺家川的晋绥军区医院患斑疹伤寒逝世。林枫题写了“革命到底”的悼词。遗体安葬在神木县胡家庄。1955年被追认为革命烈士。